# Franz Dohrmann
Franz Dohrmann (* 4. Oktober 1881 in Groß Lübbichow im Landkreis Weststernberg; † 19. April 1969 in München) war ein deutscher evangelischer Theologe, Militärgeistlicher und Evangelischer Feldbischof der Reichswehr, später der Wehrmacht.

## Leben
Dormann studierte  ab 1904 in Greifswald und Tübingen Evangelische Theologie. Er wurde Mitglied des Greifswalder und Tübinger Wingolf. Nach seiner Ordination 1908 war Dohrmann bis 1919 Pfarrer und Militärseelsorger in Potsdam, Bromberg und während des Ersten Weltkriegs an der Front. Von 1920 bis 1933 wirkte er als Wehrkreispfarrer des Wehrkreiskommandos II sowie als Konsistorialrat in Stettin. Von 1934, als er die Nachfolge von Feldpropst Erich Schlegel antrat, bis 1945 war er Evangelischer Feldbischof der Reichswehr bzw. (seit 1935) der Wehrmacht. In dieser Funktion hielt er am 2. Oktober 1935 den Feldgottesdienst zur Beisetzung des verstorbenen Reichspräsidenten Paul von Hindenburg im Tannenberg-Denkmal. Seinen Amtssitz als Feldbischof hatte Dohrmann in Berlin-Mitte. Zu Beginn des Zweiten Weltkrieges bat Dohrmann den Pastor der Berliner Stadtmission Hans Dannenbaum, Standortpfarrer von Berlin zu werden, und so wurde Dannenbaum dem unmittelbaren Zugriff der Gestapo in den Jahren 1939/40 entzogen. Ab 1946 war Dohrmann Pfarrer in München, er starb dort am 19. April 1969.

## Ehrungen
- Ehrendoktorwürde[2]
- Die inzwischen geschlossene[7] Tagungsstätte der Ev. Militärseelsorge Bonn hieß nach ihm „Feldbischof-Franz-Dohrmann-Haus“[8]